# 王正方
王正方（1938年7月9日—），祖籍河北武邑，出生於湖南长沙，臺灣導演、演員、作家、保釣人士。

## 生平
王正方祖籍河北武邑，抗日戰爭中在家人逃難地長沙出生，抗戰勝利後遷回北平。1948年父親王壽康出任臺灣《國語日報》副社長，全家赴臺。在臺先後就讀國語實小、建國中學和國立臺灣大學電機系，後留學美國賓夕凡尼亞大學，獲電機工程學博士。畢業後在美曾任IBM工程師、喬治梅森大學工程系副教授等職。
保釣運動興起時，王正方在美國積極參與，並於1971年11月成為秘密訪問中國大陸晉見周恩來的五位保釣代表之一。事後被中華民國政府列入黑名單，曾長期無法回臺。
1982年，辭去教職投入電影業，曾任演員、編劇、導演。編劇兼主演的香港電影《半邊人》曾獲第3屆香港電影金像獎最佳電影，並入圍最佳男主角和最佳編劇。
近年積極寫作回憶性文章，出版文集數冊和回憶錄。
其兄為藥理學家、中央研究院院士王正中。

## 電影作品
- 1982年：《尋人（英语：Chan Is Missing）》（又名《老陳失蹤了》）——主演
- 1983年：《半邊人》——編劇、主演
- 1986年：《北京故事》——導演、編劇、主演
- 1987年：《英雄本色II》——客串演出
- 1988年：《鐳射人（英语：The Laser Man）》——導演、編劇、演員
- 1989年：《第一次約會》——導演、編劇

## 著作
隨筆
- 《我這人長得彆扭》（2005）
- 《我這人話多：導演講故事》（2008）
- 《說電影：那個迷死人的玩意兒》（2012）
- 《孤獨在一起：我記得那些可愛的人》（2014）

回憶錄
- 第一卷《十年顛沛一頑童》（2018）
- 第二卷《調笑如昔一少年》（2020）
- 第三卷《志在四方一男兒》（2023）

## 外部連結
- 王正方在互联网电影资料库（IMDb）上的資料（英文）
- 王正方在香港影庫上的簡介
- 王正方在豆瓣上的资料（简体中文）
- 王正方在时光网上的簡介（简体中文）
- 王正方@上報 （页面存档备份，存于）